# Клеопатра Понтийская
Клеопа́тра Понти́йская (110 до н. э. — после 58 до н. э.) — понтийская принцесса, родителями которой были Митридат VI и его сестра Лаодика. Клеопатра также известна как Клеопатра Старшая, чтобы отличать её от сестры-тёзки.

## Биография
Клеопатра стала супругой царя Великой Армении Тиграна Великого в 94 году до н. э., тем самым укрепив альянс между Понтом и Арменией. Клеопатра родила трёх сыновей: 1.Тиграна, 2.Зариадра, 3.Тиграна и двух дочерей: одна из них вышла замуж за парфянского царя Пакора I, а другая — за правителя Атропатены Митридата I.
В отличие от своего тестя, Тигран не рассматривал Римскую республику как своего главного противника. После поражения своих войск в битве при Арташате он быстро подписал мирный договор. Этот поступок стал причиной того, что Клеопатра подговорила сыновей предать их отца. В 66 году до н. э., воспользовавшись смутой в Армении, Помпей заставил подписать Тиграна II новый мирный договор, а пленённого молодого Тиграна отослал в Рим в качестве заложника, где в 58 году его похитил смутьян Клодий со своими «наймитами», а после помог бежать из Рима.
Клеопатра смогла сбежать к своему отцу, где и провела остаток своей жизни.